# 渡辺未詩
渡辺 未詩（わたなべ みう、1999年10月19日 - ）は、埼玉県さいたま市出身の日本のアイドル、プロレスラー。アイドル兼プロレスラーグループ『アップアップガールズ（プロレス）』のメンバー。

## 経歴
2017年
- 8月12日 - DDTプロレスリングとのコラボレーションによる新プロジェクト、アップアップガールズ（プロレス）オーディションの開催を発表がされ、オーディション合格者として、みう・らく・ひなの・ひかりの4名が発表された。名前をカタカナに変更し、8月27日の＠JAM EXPOでステージデビュー[1]。

2018年
- 1月4日 - 東京女子プロレス後楽園ホール大会にて、ラク＆ヒカリ vs ヒナノ＆ミウ戦でプロレスデビュー。同試合で初勝利。
- 1月20日 - 東京・王子Basement MON☆STARでのラク＆ヒカリ戦で初黒星（パートナーはヒナノ）[2]。
- 2月18日 - 東京・新木場1stRINGでのヒカリ戦でシングル戦を初経験しシングル戦初黒星[3]。
- 6月3日、東京・新宿村スタジオC106における第5回東京プリンセスカップ出場者決定戦にて、Take a chance枠の出場権を争いヒカリとシングルマッチを行う[4]。5分44秒、回転足折り固めで敗北し、出場権を逃した。
- 8月3日、TOKYO IDOL FESTIVAL2018にて路上プロレスデビュー。[5]。
- 11月17日、新木場1stRING大会にて、ヒカリとのタッグでTOKYOプリンセスタッグ王座に挑戦も敗北。
- 12月31日、渋谷GARRETにて行われたアプガ（プロレス）の初単独ライブより、リングネームを渡辺未詩に改名。

2019年
- 2月17日、DDT両国国技館大会に、アンダーマッチ枠で参戦[6]。
- 8月25日、東京女子プロレス後楽園ホール大会メインイベントにて、山下実優とのタッグ「桃色スパークリング」でプリンセスタッグ王座に挑戦するも敗北。
- 9月、新宿シアターモリエールにて行われた舞台スリーアウト-サヨナラ篇-に出演。
- 11月3日、DDT両国国技館大会にて辰巳リカとのタッグ「白昼夢」でプリンセスタッグ王座を戴冠[7]。

2021年
- 2月11日後楽園ホール大会にて、「白昼夢」パートナーの辰巳リカが保持するプリンセス・オブ・プリンセス王座に挑戦するも敗北。

2022年
- 2月11日、後楽園ホール大会にて第２回"ふたりはプリンセス"MaxHeartトーナメントを優勝。（パートナーは辰巳リカ）
- 10月9日、TOKYO DOME CITY HALL大会にて初の個人タイトルとなるインターナショナル・プリンセス王座を戴冠。

2023年
- 2月21日、東京ドームで開催されたプロレスリング・ノアの興行「KEIJI MUTO GRAND FINAL PRO-WRESTLING "LAST" LOVE〜HOLD OUT〜」にて、東京女子プロレスの提供試合として8人タッグマッチに出場。自身初となる東京ドームでの試合かつ、初のノアでのリングで試合を行う。
- 3月18日、有明コロシアム大会にて辰巳リカに敗れインターナショナル・プリンセス王座転落。

2024年
- 3月31日、両国国技館大会にて山下実優に勝利しプリンセス・オブ・プリンセス王座初戴冠。

## 人物
- 血液型はO型[8]。元ソフトボール部員で外野を守っていた“パワー”と“強い肩”が武器。
- 非常に愛らしいルックスだが、持っているパワーは凄まじく、通常体重が85kgある矢地祐介を軽々とジャイアントスイングで振り回すほどである[9]。
- 初期メンバー内では最年少であったが、最も体格がよくパワー技を得意とし、グループ初白星もミウが得たものである[10]。
- 女性アイドルとチョコレートが大好き。デビュー前のプロレス知識はゼロ[11]。インタビューではアイドルとプロレスは共通点があり、どんな人間であってもスポットが当たれば輝ける「プロレスはこの世で一番優しい世界」と述べている[11]。
- アイドルデビュー以来約1年近く毎日欠かさず、ブログやSHOWROOMを配信していた。
- Twitterでは #ヲタミウ というハッシュタグで、女性アイドルに愛のツイートをしている。
- 憧れは指原莉乃。
- アプガ（プロレス）メンバーの試合を見ると勉強になる反面、悔しい気持ちがにじみ出てくるので苦手。悔しい感情が出るのは自分が劣っている証拠で、それでもセコンドに付かねばならず感情の整理ができないことを課題に挙げている[12]。
- 愛猫の名前は「ろんちゃん」。これは妹とミウの推しメンの、フェアリーズの林田真尋(まひろん)から名付けられた[13]。
- 2018年大晦日に初の単独ライブを行うことをきっかけに肉体改造をする。

## 得意技
ティアドロップ
ベアハッグの形から相手を肩に担ぎ、後方に倒れ込みつつ顔面から落とすその場式の変形フラップジャック。真上に放り投げて落とすパターンも使用。
技名は渡辺の「大好きな曲」であるPiiiiiiiNの同名曲から。
リバースパラドックス
ゴリラクラッチの体勢から相手にのしかかり逆エビに固める。技名は乙女新党の楽曲『ときめき☆パラドックス』から。
カナディアンバックブリーカー
ベアハッグ
ここから左右にスイングしてペンデュラムバックブリーカーに繋ぐ。
バッティング式ダブル・スレッジ・ハンマー
レーザービーム
胸元へのオーバースローチョップ。
ジャイアントスイング
プロレス入門以前から唯一知っていた技（極楽とんぼ・加藤浩次がアイドルに決める技として）。技に入る前のルーティンとして「ポニテぎゅつ」と称するアクションを行う。
開花式ジャイアントスイング
ベアハッグから相手の太ももをクラッチし直し、そこから高速回転して相手の手を振りほどきジャイアントスイングに移行する。肩車やトスアップから移行するパターンも使用。
ダブルジャイアントスイング
仰向けに倒れた相手2人それぞれの片足を持ってジャイアントスイングを仕掛ける。
各種リバースジャイアントスイング
ホイールバローやリバース・ハーフネルソン、ドラゴンスリーパーに近い状態などからそのまま相手を振り回す。それぞれ正式に命名はされていないが週刊プロレスによる試合レポートではまとめて「リバースジャイアントスイング」と呼ばれている。
スティンガースプラッシュ
串刺し式ジャンピングボディアタック。初期からの技。
オクラホマ・スタンピード
パワースラム
ダブルスラム
2人まとめて投げるボディスラム。

### 合体技
白昼夢エタニティ
辰巳リカとのタッグチーム「白昼夢」での合体技。渡辺がカナディアンバックブリーカーで担いだ相手に辰巳がツイスト・オブ・フェイトを仕掛ける。読みは「デイドリーム・エタニティ」。

## タイトル歴
東京女子プロレス
- 第14代プリンセス・オブ・プリンセス王座
- 第9代インターナショナル・プリンセス王座
- 第6代プリンセスタッグ王座（パートナーは辰巳リカ）
- “ふたりはプリンセス”Max Heartトーナメント 優勝（2022年）（パートナーは辰巳リカ）

DDTプロレスリング
- 第1753代アイアンマンヘビーメタル級王座

## 入場曲
チョコっとラブ ME ドゥー ／ 渡辺未詩

## 出演

### テレビ
- 超逆境クイズバトル!! 99人の壁（2020年8月8日、フジテレビ）

### ラジオ
- 真夜中のハーリー＆レイス（2018年7月29日、ラジオ日本）[17]
- MBSヤングタウン土曜日（2022年3月12日、MBSラジオ）[18]

### ウェブテレビ
- 矢口真里の火曜The NIGHT（2022年10月5日、ABEMA）

### 舞台
- スリーアウト -サヨナラ篇-  大澤芽美 役（2019年9月18日〜29日）